# Olivier Beretta
Olivier Beretta, född 23 november 1969 i Monte Carlo, är en monegaskisk racerförare. 
Beretta var försteförare i formel 1-stallet Larrousse i de tio första loppen under stallets sista säsong 1994. Han ersattes därefter av Philippe Alliot.  

## F1-karriär
| Säsong | Stall/Tillverkare | Poäng | Placering |
| ------ | ----------------- | ----- | --------- |
| 1994   | Larrousse-Ford    | 0     | –         |